# S Orionis
S Orionis è una stella gigante rossa situata nella costellazione di Orione ad una distanza di 702 anni luce dalla Terra. Si tratta di una variabile di tipo Mira, la cui luminosità varia dalla magnitudine 7,2 alla 14,0 in un ciclo di 414 giorni ed il cui raggio varia da 1,9 a 2,3 unità astronomiche; se si trovasse al posto del Sole nel nostro Sistema solare S Orionis si estenderebbe oltre all'orbita di Marte.
Come tutte le variabili Mira si tratta di una stella in avanzato stadio evolutivo; con una massa simile a quella del Sole, la stella potrebbe rappresentare il futuro dello stesso Sole, tra circa 5 miliardi di anni quando, terminato l'idrogeno da fondere nel nucleo interno, arriverà nello stadio di gigante rossa per poi rilasciare i suoi strati esterni nello spazio e divenire una piccola e densa nana bianca, come succederà, in tempi relativamente brevi, a S Orionis.